# Zimbabwes provinser

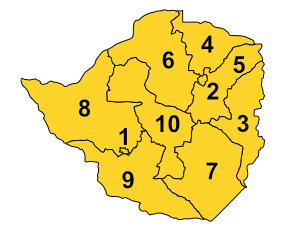
Karta över Zimbabwes provinser.

Zimbabwe är indelat i åtta provinser och två städer med provinsstatus:
| Nr | Provins             | Huvudort      | Yta (km²) |
| -- | ------------------- | ------------- | --------- |
| 1  | Bulawayo            | Stadsprovins' | 479       |
| 2  | Harare              | Huvudstad     | 872       |
| 3  | Manicaland          | Mutare        | 36 459    |
| 4  | Mashonaland Central | Bindura       | 28 374    |
| 5  | Mashonaland East    | Marondera     | 32 230    |
| 6  | Mashonaland West    | Chinhoyi      | 57 441    |
| 7  | Masvingo            | Masvingo      | 56 566    |
| 8  | Matabeleland North  | Lupane        | 75 025    |
| 9  | Matabeleland South  | Gwanda        | 54 172    |
| 10 | Midlands            | Gweru         | 49 166    |